# Pedro Joaquín Chamorro Alfaro
Pour les articles homonymes, voir Chamorro (homonymie) et Alfaro.
Pedro Joaquín Chamorro Alfaro, né le 21 juin 1818 à Granada au Nicaragua et mort le 7 juin 1890 dans la même ville, est président du Nicaragua de 1875 à 1879 et membre de l'oligarchie conservative autour de la famille Chamorro.